# Mimice
Mimice jsou vesnice a přímořské letovisko, nacházející se v Chorvatsku v Splitsko-dalmatské župě, spadající pod opčinu města Omiš. Podle sčítání lidu z roku 2021 zde žilo 241 obyvatel.
Mimice se nachází asi 15 km od Omiše. Za vesnicí se nachází malé pohoří Omiška Dinara. Prochází zde silnice D8 a v blízkosti vede chorvatská dálnice A1, ze které na Mimice vede sjezd 27. Na východ se nacházejí další letoviska Marušići a Pisak.
V Mimicích se nachází kostel svatého Rocha. Vesnice byla založena někdy v 17. století. Název vznikl z množného čísla příjmení Mimica, které je zde hojně rozšířeno. K Mimicím patří také osada Medići.
Zdejší ekonomika záleží především na turismu, zemědělství a rybolovu.